# 程然
程然（1981年—），生于中国内蒙古，是一位中国当代艺术家。2004年毕业于中国美术学院。现工作生活于杭州。

## 生平
程然是一位新媒体艺术家，主要的作品呈现方式为录像和影片。录像艺术的开始源于个人情绪的表达，后来这种手段便发展成用录像和影片表达个人问题，因此他的影片常常是用来表达一种对无法解释的人生问题的探索。“这种问题，对他们这些年轻人来说很可能是没解决、没有答案的问题。比如个人身份，比如生与死。”他擅长使用基本的影片技法来创作，如最简单的剪辑、倒放、蒙太奇和长镜头等，影片常常没有完整的情节的故事叙述，着重突出个人情绪。
2012年，程然参与了艺术家林明弘在上海外滩美术馆举办的展览《样品屋》。其中，他将展览的前期准备和布展过程全部用录像记录下来，包括工人们的日常作息和工作细节，这些视频经过处理后在最终的展览中展出。
程然获得由在线艺术杂志《燃点 Randian》评出的“已逝兔子奖”中2011年度“最佳视频艺术家”。获奖作品《口香糖纸》系为Leo Xu Projects 2011年的开幕展《甜美的梦（由此构成）》特约创作。《燃点》对于艺术家获奖作品的评语为：“去年最为强势的艺术类别之一，但最后程然的作品《口香糖纸》——对马丁路德金《我有一个梦想》的演讲同时进行了催眠般的和恶意般的演绎——让我们着迷。”
拍摄于2014年的《奇迹寻踪》，建基于几个真实历史事件，由三个横跨一个世纪的故事交织组成，包括英国探险家攀登喜马拉雅山、荷兰艺术家横渡大西洋以及中国鲁荣渔2682号出海打鱼的故事，展现了对自我的探索和对挑战的应对。
《EMPATHY》：完成于2022年，用微距镜头捕捉液体流动、生成、变化和循环往复的状态，基于中国传统文化中“见微知著”的理念，揭示了流体的物理特性和运动轨迹，富有氛围感和“神性”。
程然由Leo Xu Projects代理。

## 部分作品
2024
《L15a0》
2022
《EMPATHY》
2014
《奇迹寻踪》
2011
- 《热血、温血、冷血》
- 《日蚀》
- 《口香糖纸》
- 《沃特威尔茨·霍》

2010
- 《佚名——模仿和想象曼·雷的眼泪 (1930)》

2009
- 《少年维特的烦恼》
- 《野鸽》

2008
- 《结局》

2007
- 《拳头海岸》
- 《前奏》

## 部分展览

### 个展
2013
- 最后一代，麦勒画廊，中国北京

2012
- 程然：沃特威尔茨·霍，Leo Xu Projects，中国上海

2011
- 热血、温血、冷血，麦勒画廊，中国北京
- 物各有时，麦勒画廊，中国北京
- 昼夜之渐，清影印象画廊，中国杭州[4]

2009
- 沉浸与远离，尤伦斯当代艺术中心，中国北京[5]

### 群展
2013
- 第五届奥克兰三年展--如你将居于此，奥克兰美术馆，新西兰奥克兰
- 180度透视--国家进行时：中国新影像艺术，休斯顿当代美术馆，美国休斯顿
- 上海惊奇--一场关于上海当代艺术的群展，chi K11艺术空间，中国上海
- ON|OFF:中国年轻艺术家的观念与时间，尤伦斯当代艺术中心，中国北京

2012
- 首届CAFAM未来展：亚现象·中国青年艺术生态报告，中央美术馆学院美术馆，中国北京
- 日以继夜：现实与虚幻之间，与Art21: Season 6 BMCC合作，纽约，美国
- 向死而生，阿拉里奥画廊，中国北京
- 生成半岛 - 第一回：症候，伊比利亚当代艺术中心，中国北京
- 样板屋”，外滩美术馆，中国上海
- 男孩：当代肖像，LEO XU PROJECTS，中国上海
- FCAC 录像项目，德国汉诺威

2011
- "另一浪潮”中国当代摄影，BEN BROWN FINE ARTS, 英国伦敦
- 传播：录像艺术通道，意大利威尼斯
- 平行世界，中国香港
- 录像艺术在中国 – MADATAC，索非亚女王博物馆，西班牙马德里
- 2011留尼旺岛双年展，法国留尼旺岛
- 录像艺术终点_旅行者的旅费，意大利威尼斯，
- 中国当代艺术三十年之——中国影像艺术，民生现代美术馆，中国上海
- 甜美的梦（由此构成），LEO XU PROJECTS，中国上海
- 破晓，阿拉里奥画廊，中国北京、韩国天安
- 水中捞月：中国新生代艺术家作品展，James Cohan画廊，美国纽约
- 催眠，其他画廊，中国北京
- 分分秒秒，泰康空间，中国北京
- 很美的地方，其他画廊，中国上海
- 完美世界，Meulensteen画廊，美国纽约
- 中场休息—电影、录像与摄影展， James Cohan 画廊，中国上海
- 云浪计划—杭州，艾可画廊，中国上海
- 自选动作，荔空间，中国北京
- 怎么办，恒庐美术馆，中国杭州

2010
- 塑造未来：作为全民教育的当代艺术 青年艺术家推荐展，798艺术区，中国北京
- 心境——文献双年展，MOCA当代艺术馆，中国上海
- 蒙古360——地景艺术双年展，乌兰巴托国家美术馆，蒙古
- 第三只眼睛——中国当代录像，V2媒体艺术中心，荷兰鹿特丹
- 用手稿，Shiftstation，中国上海[6]
- 泄密的心（二），詹姆斯科恩画廊（James Cohan Gallery），美国纽约

2009-2003
- 横滨电子艺术节，日本横滨
- 只有团体没有个体，Program协会，德国柏林
- 沉浸与远离，尤伦斯当代艺术中心，中国北京
- 黑板，香格纳画廊，中国上海[7]
- 来自中国的新作品——绘画，摄影和录像，幸运饼干项目，新加坡
- 团体并非一切——中国影像展，英国纽卡斯尔
- 果冻时代，台北当代艺术馆，台湾台北
- IDAP——数码媒体艺术项目，澳大利亚
- 看！选自中国，Paul Morris画廊，美国纽约
- 当代亚洲录像——录像花园，美国迈阿密
- 白塔岭艺术展，白塔岭空间，中国杭州